# 拉斐爾·舍費爾
拉斐爾・舍費爾（Raphael Schafer） 是一位德國足球選手。在場上司職門將。

## 外部連結
- fussballdaten.de：Raphael Schafer之統計數據 （德文）